# Історія іграшок 3
«Історія іграшок 3» (англ. «Toy Story 3») — американський 3D мультфільм 2010 року, створений студією «Pixar» спільно з «The Walt Disney Company». Третя частина мультфільмів серії «Історія Іграшок». Режисера був Лі Анкрич, який створював попередні фільми і був співрежисером другої частини.
Увесь оригінальний акторський склад залишився майже без змін (якщо не брати до уваги нових персонажів). Втім Джим Ворні, який грав у перших двох фільмах Жилку, та Джо Рафт, який грав Ленні і Віззі, померли. Жилку озвучив Блейк Кларк, а от Рафтів персонаж прибрано із сценарію.
«Історія Іграшок 3» вийшла на великі екрани 17 червня у Сингапурі та 18-го у багатьох країнах світу. В українському та австралійському прокаті фільм з'явився 24 червня, а у Великій Британії та Ірландії 23-го. Перед показом мультфільму, у кінотеатрах, демонструвалася піксарівська короткометражка «День і Ніч». Поки що «Історія Іграшок 3» зібрала найбільше коштів за прем'єрний вікенд у США серед піксарівських мультфільмів з часів «Суперсімейки».
На 1 березня 2024 року фільм займав 93-тю позицію у списку 250 кращих фільмів за версією IMDb.

## Сюжет
Енді вже 17 років, і йому залишається три дні до від'їзду в коледж, в той час як його іграшки ворожать про своє майбутнє. На той момент з іграшок у Енді залишилися лише Вуді, Базз, Джессі, Булзай, містер і місіс Картопляні Голови, Хемм, Рекс, Спіралька і три інопланетянина з «Планети Піца». Місіс Картопляна Голова не може знайти своє око. Енді вирішує взяти Вуді з собою в коледж, а інші іграшки віднести на горище. Він складає їх в пакет і готується віднести нагору, але вони залишаються на підлозі в коридорі. Місіс Девіс приймає іграшки за сміття і відправляє їх надвір.
Побачивши це, Вуді біжить рятувати своїх друзів, але ті рятуються самі. Вони вирішують, ніби Енді хотів викинути їх, і залазять в коробку з пожертвами дитячому садку «Дивокрай», куди також хочуть віддати ляльку Барбі, належить Моллі, сестрі Енді. Вуді намагається пояснити іграшкам, що вони були викинуті випадково, але місіс Девіс закриває багажник машини, і всі вирушають в дитячий садок. Після прибуття команди в «Дивокрай», місцеві іграшки радо вітають новачків.
Серед них лідер дитячого садка — плюшевий ведмідь Татко. Барбі знайомиться з Кеном, і між ними виникають почуття. Вуді вирішує повернутися до Енді і їхати з ним в коледж, але інші іграшки хочуть залишитися в дитячому садку і почати нове життя. У Вуді виходить вистрибнути з вікна дитячого садка, але він застряє на гілці дерева, де його знаходить і забирає додому дівчинка Бонні Андерсон. Виявляється, що Базза і інших поміщають в «кімнату Гусеничок» — молодших дітей, які не вміють поводитися з іграшками і частково ламають їх.
Тим часом Вуді вдома у Бонні Вуді знайомиться з її іграшками — їжаком містером Колючкою, єдинорогом Жовтцем, трицератопсихою Тріксі і лялькою Долл, і і грає разом з ними. Він все-таки хоче повернутися до Енді і прощається з іграшками Бонні, просячи, щоб якщо хто-небудь з них опиниться в «Дивокраї», нехай передадуть вітання. Дізнавшись, що Вуді був у «Дивокраї» і зумів врятуватися звідти, а його друзі все ще там, іграшки Бонні жахаються й кажуть, що «Дивокрай» — це справжнє пекло для іграшок.
Клоун розповідає Вуді, що він, Татко і Мега-Пупс колись належали дівчинці Дейзі, але одного разу вона випадково залишила їх у сільській місцевості. Коли Мега-Пупс, клоун і Татко повернулися в будинок Дейзі, то побачили, що її батьки купили їй нового ведмедя, схожого на Лотсе як дві краплі води. Після цього вони знайшли «Дивокрай», і там Лотсо влаштував справжню тиранію. Вуді вирішує повернутися в «Дивокрай» і врятувати своїх друзів.
В цей час Базз вирішує поговорити з Татком, але випадково підслуховує розмову його поплічників, серед яких і Кен. Після цього Лотсе пропонує перевести Базза в «Кімнату Метеликів» — старших дітей і зробити одним зі своїх поплічників, проте отримує відмову. Тоді він, використовуючи інструкцію, повертає Баззу заводські настройки, і той знову вважає себе космічним рейнджером.
Місіс Картопляна Голова бачить своїм забутим удома оком Енді, який шукає свої іграшки, та розуміє, що Вуді був правий. Коли Татко заходить поговорити, іграшки одразу ж повідомляють, що хочуть піти, але отримують жорстку відмову. Тоді вони намагаються втекти, але їх всіх зв'язує і садить в клітки Базз. Барбі, що випадково побачила це, обурюється і заявляє, що між нею і Кеном все скінчено, за що теж опиняється в клітці. Містера Картопляну Голову, який образив Лотсе, відправляють на ніч в ящик, який стоїть на внутрішньому дворі.
Вранці Вуді повертається і зустрічає іграшковий телефон, який розповідає йому, як втекти з дитячого садка, оминувши патрулі, бетонну огорожу і мавпу-наглядачку. Вуді знаходить своїх друзів, і вони вирішують негайно тікати разом і розробляють план. Містер Картопляна Голова вдає, що хоче втекти, і влаштовує скандал. За це його знову відправляють в ящик, в той час як спіралька, скориставшись метушнею, вислизає з клітки. Вони з Вуді знешкоджують мавпу, і Вуді знаходить ключ від саду. Барбі вибачається перед Кеном і просить, щоб він випустив її. Кен погоджується і відводить Барбі в свій будинок, де Барбі зв'язує його катує тим, що рве його улюблену колекцію одягу, аби з'ясувати, що стало з Баззом.
Кен розповідає про інструкції, і Барбі, вбравшись в його костюм, отримує її. Іграшки Енді намагаються повернути Базза в колишній стан, але випадково перемикають його в іспанський режим-він починає говорити по-іспанськи, вести себе як конкістадор і заново закохується в Джессі. Іграшки минуть дитячий майданчик і добираються до сміттєвого контейнера. У них це майже вдається, але Татко зумів вистежити їх і пригрозив зіштовхнути їх у сміттєвий контейнер, якщо вони не повернуться в «Дивокрай».
В цей час з'являється Кен і каже, що Татко перетворив «Дивокрай» в пекло, але його ніхто не слухає. Вуді нагадує Лотсо про Дейзі, але той відмовляється слухати його, заявляючи, що не знає ніяку Дейзі. Мега-Пупс обурюється цим, кидає Татка в сміттєвий бак і зачиняє кришку. Друзі перебираються на іншу сторону, але Лотсо витягує Вуді за ногу і тягне в сміттєвий бак. В цей час під'їжджає сміттєвоз. Інші іграшки намагаються врятувати Вуді, але потрапляють разом з ним у сміттєвоз, крім Барбі, яку зупиняє Кен. На Базза падає телевізор, і він повертається в колишній режим.
Іграшки опиняються на заводі для переробки сміття. Інопланетяни помічають навантажувальну клешню і зникають, а інші потрапляють на конвеєр, що веде в сміттєспалювач. Татко за допомогою Вуді і Базза добирається до кнопки, що вимикає піч, але замість того, щоб натиснути на неї, тікає. Вуді і його друзі готуються до смерті, але їх рятують інопланетяни, які захопили керування краном-клешнею.
Татка, що втік, підбирає сміттяр і прив'язує його до капоту своєї вантажівки (що дуже не подобається ведмедю). Іграшки Енді зустрічають сміттяра свого округу, Сіда Філліпса, і повертаються додому на його машині, після чого ховаються в коробку. Вдома Енді дуже радіє, знайшовши їх у коробці. Вуді в останній момент пише на цій коробці адресу Бонні. Енді дарує їй іграшок, в тому числі і Вуді. Після цього він грає з нею і своїми іграшками в останній раз і їде в коледж. Під час заключних титрів показується нове життя іграшок.
В самому кінці Джессі і Базз танцюють пасодобль під іспанську версію пісні трилогії — «Я твій навіки друг».

## В ролях
- Том Генкс — шериф Вуді
- Тім Аллен — Базз Лайтер
- Джоан К'юсак — Джессі
- Джон Ратценбергер — Хемм
- Дон Ріклс — містер Картопляна Голова
- Естель Гарріс — місіс Картопляна Голова
- Воллес Шон — Рекс
- Блейк Кларк — Спіралька
- Джоді Бенсон — Барбі
- Майкл Кітон — Кен
- Нед Бітті — Татко
- Джефф Піджон — інопланетяни
- Джон Морріс — Енді
- Тімоті Далтон — містер Колючка
- Бонні Гант — Доллі
- Крістен Шаал — Тріксі
- Джефф Гарлін — Лютик
- Бад Лакі — клоун
- Лорі Меткалф — мама Енді
- Беатріс Міллер — Моллі
- Емілі Хан — Бонні
- Вупі Голдберг — Стретч
- Річард Кайнд — Книжковий Хробак
- Карлос Алазракі — епізод

## Український дубляж
Фільм дубльовано на студії «Le Doyen» на замовлення «Disney Character Voices International» у 2010 році. У порівнянні з українським дубляжем до першої та другої частин, акторський склад залишився без змін (не беручи до уваги нових персонажів). Відомо, також, що Барбі та Кена озвучили Інна Цимбалюк та Віталій Козловський, відповідно. А Татка озвучив Богдан Бенюк. Арсеній Яценюк озвучив короткометражку День і Ніч, що демонструватиметься у кінотеатрах перед мультфільмом.
- Переклад — Федора Сидорука
- Режисер дубляжу — Ольга Чернілевська
- Мікс-студія — Shepperton International
- Творчий консультант — Mariusz Arno Jaworowski
- Диктор — Андрій Мостренко

Ролі дублювали (непісенні репліки)
- Шериф Вуді — Володимир Терещук
- Базз Рятівник — Олексій Богданович
- Джессі — Катерина Брайковська
- Картоплина — Олег Стальчук
- Пані Картоплина — Ганна Левченко
- Гам — Володимир Кокотунов
- Жилка — Валерій Легін
- Рекс — Максим Кондратюк
- Татко — Богдан Бенюк
- Енді — Тарас Нестеренко
- Кен — Віталій Козловський
- Барбі — Інна Цимбалюк
- Бонні — Софія Масаутова
- Місіс Девіс — Наталія Ярошенко
- А також: Борис Георгієвський, Ольга Радчук, Олександр Бондаренко, Михайло Жогло, Юрій Гребельник, Ігор Волков та інші.

Ролі дублювали (пісенні репліки)
- Я твій навіки друг (You've Got a Friend in Me) — Дмитро Гарбуз (не включена до саундтреку; версія з першого фільму)
- Я живу для тебе (We Belong Together) — Сергій Юрченко
- Пісню «You've Got a Friend in Me (para Buzz Español)» (Я твій навіки друг (для «Іспанського» База)) у виконанні Gipsy Kings не було продубльовано.
- Текст пісень — Роман Дяченко
- Музичний керівник — Світлана Заря

## Саундтрек
| #   | Назва                                           | Виконавець   | Тривалість |
| --- | ----------------------------------------------- | ------------ | ---------- |
| 1.  | «We Belong Together»                            | Ренді Ньюман | 4:03       |
| 2.  | «You've Got a Friend in Me (para Buzz Español)» | Gipsy Kings  | 2:15       |
| 3.  | «Cowboy!»                                       | Ренді Ньюман | 4:11       |
| 4.  | «Garbage?»                                      | Ренді Ньюман | 2:41       |
| 5.  | «Sunnyside»                                     | Ренді Ньюман | 2:20       |
| 6.  | «Woody Bails»                                   | Ренді Ньюман | 4:40       |
| 7.  | «Come to Papa»                                  | Ренді Ньюман | 2:06       |
| 8.  | «Go See Lotso»                                  | Ренді Ньюман | 3:37       |
| 9.  | «Bad Buzz»                                      | Ренді Ньюман | 2:22       |
| 10. | «You Got Lucky»                                 | Ренді Ньюман | 5:59       |
| 11. | «Spanish Buzz»                                  | Ренді Ньюман | 3:31       |
| 12. | «What About Daisy?»                             | Ренді Ньюман | 2:07       |
| 13. | «To The Dump»                                   | Ренді Ньюман | 3:51       |
| 14. | «The Claw»                                      | Ренді Ньюман | 3:57       |
| 15. | «Going Home»                                    | Ренді Ньюман | 3:22       |
| 16. | «So Long»                                       | Ренді Ньюман | 4:55       |
| 17. | «Zu-Zu (Ken's Theme)»                           | Ренді Ньюман | 0:35       |

Також у фільмі використовувалися пісні «Dream Weaver» Гері Райта та «Le Freak» у виконанні Шик (остання була саундтреком до мультфільму «Рататуй»).

## Створення
Після виходу «Історії іграшок 2» у 1999 році, третя частина здавалася неминучою, але Pixar та її дистриб'ютор Disney мали юридичні суперечності, які відклали вихід «Історії іграшок 3». У 2004 році, коли Disney та Pixar конфліктували, Disney створила компанію під назвою Circle 7 Animation, якій було доручено створити «Історію іграшок 3». Історія розповідала б про Базза Лайтера, якого відправили на Тайвань, де інші іграшки повинні його врятувати. Disney купила Pixar у 2006 році. Ідея нового сюжету виникла під час дводенного ретриту команди: що власник іграшок, Енді, вирушає до коледжу, а іграшки потрапляють у дитячий садок і, зрештою, передаються маленькій дівчинці на ім'я Бонні. Великий вплив на сценарій «Історії іграшок 3» мала «Велика втеча» 1963 року, «Холоднокровний Люк» 1967 року та «Втеча з Шоушенка» 1994 року.
Сам процес анімації поставив унікальні виклики, зокрема, як збалансувати досягнення технологій з часів створення «Історії іграшок 2» та зберегти зовнішній вигляд попередніх фільмів. Використовувалися сучасні інструменти освітлення та текстурування, зберігаючи при цьому кольорові палітри та стиль попередніх фільмів, зокрема меблі. Тривимірні моделі довелося переробити, але це було зроблено зі спрощеними елементами керування, подібними до тих, що були доступні аніматорам у попередніх фільмах. Режисер Лі Анкріч хотів, аби кожен персонаж був анімований вручну, що вимагало повної участі всіх аніматорів.
Для озвучення персонажів повернулися актори, що працювали над першою та другою «Історіями іграшок». У 2000 році, після невиліковної боротьби з раком легенів, помер Джим Варні, тому замість нього взяли нового актора.

## Цікаві факти
- Напочатку Гамм каже Рексові: «Ходімо, подивимось, скільки за нас дадуть на eBay». Цей інтернет-аукціон справді має популярність серед покупців секонд-хендових іграшок.
- Стартова сцена де Енді грається зі своїми іграшками частково імітує початок першої частини. Проте на відміну від неї, тут з'являються Баз, Джессі, пані Картоплина та інші герої яких напочатку першої «Історії іграшок» ще не було. Також у «Історії іграшок 3» рятуються сироти, тоді як у першому фільмі Вуді рятує простих мешканців свого міста, а гра не була представлена «справжньою» пригодою.
- Традиційно, у піксарівських фільмах крадькома з'явлється персонах з наступного фільму студії. На стіні в кімнаті Енді можна розгледіти постер із зображенням автомобіля британського походження на ім'я Флін Торпеда з мультфільму «Тачки 2», що виходить у кіно влітку 2011 року. А на одному із приклеєних жовтих папірців на дверях кімнати написано «Newt» та «Xing», що є посиланням на заморожений проект Піксару Ньют.
- Також зустрічаються нагадування про попередні анімаційні твори Піксар. У дитсадку на футболці одного з дітей зображений «логотип» Блискавки Макквіна — «95 із блискавкою». Самого Макквіна, а також Майка і маленьку Бу з «Корпорації монстрів» можна побачити серед маленьких дерев'яних фігурок у ясельній кімнаті. Шлагом з «Тачок» граються діти у старшій групі. На скрині де зберігаються іграшки у кімнаті Енді є наліпка «на мальованому колесі» із зображенням Немо з У пошуках Немо. Немо зустрічається і серед дитячих малюнків у «Дивокраї».
- Водієм сміттєвоза, що збирає сміття біля будинку Енді, є ніхто інший, як Сід — головний лиходій першого фільму. Тепер йому 22.
- Батарейки База виготовлені компанією «Buy'n'Large» з фільму «ВОЛЛ·І».
- У будинку Бонні є іграшка з мультфільму студії Гіблі Мій сусід Тоторо. Її можна побачити позаду інших іграшок коли усі збираються біля комп'ютера. Потім вона ще зустрічається у кадрах під час титрів.
- Епізод в якому Пупсик скидує Татка у сміттєвий бак є посиланням на «Зоряні війни. Епізод VI. Повернення джедая», де Дарт Вейдер також скидує свого вчителя в провалля.
- Напис «W. Cutting» над дверима при вході до кімнати Енді є адресою де Піксар початково знаходився, тобто бульвар В. Каттінґ у Річмонді, Каліфорнія.
- Як і в попередніх частинах на усіх календарях «Серпень». Номер автомобіля мами Енді не змінно «A113», додано «Tigers Pride» зверху, так називається місто де народився Лі Анкрич, режисер картини.

## Кінокритика
На сайті Rotten Tomatoes мультфільм отримав 222 схвальних відгуків і всього 3 негативних. Таким чином рейтинг схвалення роботи становить 99 %.

## Нагороди
| Премія                                    | Категорія/Нагорода за                                                              | Результат  |
| ----------------------------------------- | ---------------------------------------------------------------------------------- | ---------- |
| 16-та Кінопремія BFCA Вибір Критиків 2011 | Найкраща пісня «We Belong Together» (укр. Я живу для тебе) (Ренді Ньюмен)          | Номіновано |
| Премія Ґреммі 2011                        | Найкращий саундтрек до кінофільму, телебачення та інших засобів масової інформації | Перемога   |
| 83й Оскар                                 | Найкраща пісня до фільму — «We Belong Together» (укр. Я живу для тебе)             | Перемога   |

## Касові збори
У США «Історія іграшок 3» в перший прокат зібрала $354,39 млн за кордоном — $221,9 млн (усього — $576,29 млн).